# Procréation médicalement assistée en France
Pour les articles homonymes, voir AMP.
En France, l'assistance médicale à la procréation (AMP) a été définie par le législateur pour délimiter l'usage des techniques de procréation médicalement assistée (PMA) aux cas des couples infertiles ou ne pouvant avoir un enfant sans danger. D'abord réservée aux couples hétérosexuels cisgenres infertiles, l'AMP s'ouvre aux couples lesbiens et aux femmes seules en 2021.

## Histoire
1973 : Création des Centre d'étude et de conservation des œufs et du sperme humains (CECOS) et inscription du don de sperme dans la législation française[source secondaire nécessaire].
1982 : Naissance d’Amandine, première enfant issue d'une fécondation in vitro en France.
1994 : Naissance d’Audrey, le premier bébé français conçu grâce à une injection intracytoplasmique de spermatozoïde et première loi de bioéthique encadrant la PMA.

La loi du 29 juillet 1994 relative au « don et à l’utilisation des éléments et produits du corps humain, à l'assistance médicale à la procréation et au diagnostic prénatal » définit l’AMP comme l'ensemble des « pratiques cliniques et biologiques permettant la conception in vitro, le transfert d’embryons et l’insémination artificielle ainsi que de toute technique d’effet équivalent permettant la procréation en dehors du processus naturel ». Elle réserve ces pratiques aux couples composés d’une femme et d’un homme, vivants, en âge de procréer, mariés ou pouvant justifier de deux ans de vie commune.

Durant les années qui suivent, des traitements inducteurs de l’ovulation plus simples à utiliser apparaissent. Le nombre d’embryons transférés est diminué de façon à réduire les grossesses multiples, des normes de qualité s’imposent aux cliniciens et aux laboratoires. Les risques sont ainsi mieux évalués de même que les facteurs pronostics.

### Extension de la PMA aux couples de femmes et aux femmes seules

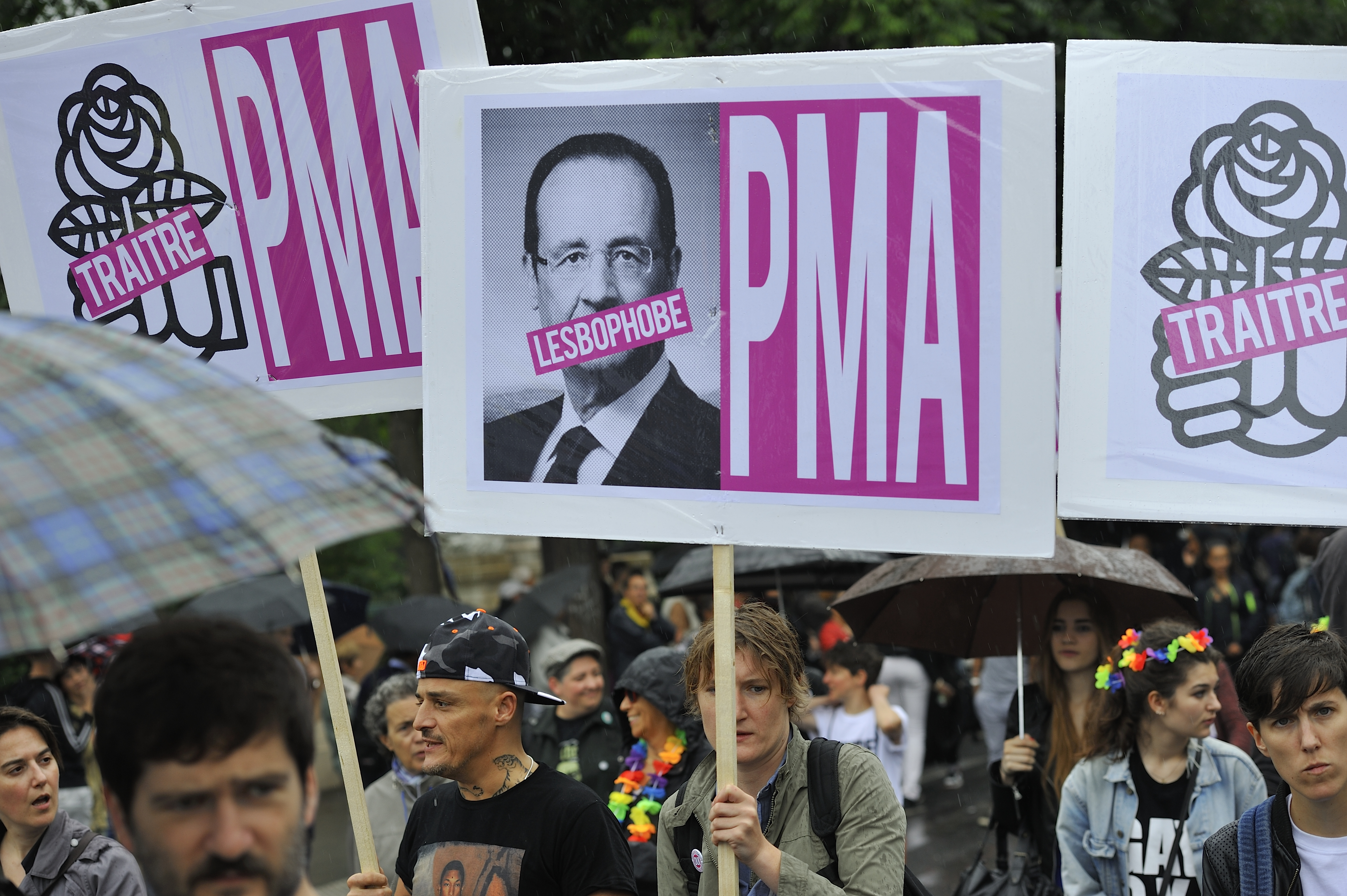
Pancartes de la marche des fiertés de Paris 2014 reprochant à François Hollande la non-tenue de sa promesse de campagne d'ouverture de la PMA aux couples lesbiens

Bien que l'extension de la PMA aux couples de femmes et aux femmes seules soit dans le programme de campagne de 2012 de François Hollande, une fois élu, le président socialiste ne touche pas à la loi de bioéthique, bien qu'il ouvre le mariage entre personnes de même sexe en France. La promesse est reprise par Emmanuel Macron dans sa campagne de 2017.
En septembre 2018, le Comité consultatif national d'éthique pour les sciences de la vie et de la santé valide le projet de révision des lois de bioéthique qui comprend l'ouverture de la PMA aux femmes qui ne sont ni mariées ou pacsées ni en concubinage ainsi qu'aux femmes en couple avec une autre femme. Cette position du Comité consultatif ne signifie pas l’adhésion de tous ses membres, car certains émettent un certain nombre de réserves. Benjamin Griveaux, le porte-parole du gouvernement, annonce l'examen d'un projet de loi au Parlement en janvier 2019, mais le rapporteur de la mission d’information sur la bioéthique à l’Assemblée nationale annonce ensuite un report de la présentation de la loi, qui était prévue pour 2018,.
Le 11 octobre 2018, 88 femmes ayant eu recours à une AMP à l'étranger avec leur partenaire de vie féminine publient une tribune sur France Info pour dénoncer le traitement médiatique de la question, les médias nationaux occultant selon elles le point de vue des femmes sans partenaire de vie masculin. Parmi elles figurent notamment: Émilie Jouvet, Marie Labory, Marinette Pichon et Laurence Vanceunebrock-Mialon,,.
En novembre 2018, Marlène Schiappa indique que la PMA en France sera bientôt accessible à toutes les femmes, pris en charge par la sécurité sociale, et que la législation actuelle constitue une discrimination par le fait qu'elle empêche d'y avoir recours en couple de femmes, puisqu'il faut justifier d'un problème médical à la procréation en couple composé d'un homme et d'une femme pour y avoir accès.
Emmanuel Macron convoque une réunion des associations LGBTQI+ le 22 novembre 2018 dans le but de discuter des violences envers leurs communautés et de la PMA, dans laquelle initialement aucune association de lesbiennes n'est invitée. Sur demande expresse des associations de lesbiennes, Alice Coffin de la Conférence Européenne Lesbienne* et Veronica Velo Degoda des Dégommeuses sont invitées. Sommé de confirmer le calendrier d'adoption de la loi, Emmanuel Macron s'y refuse et les représentantes partent de la réunion.
Selon Joël Deumier, président de SOS homophobie, les échanges autour de l'ouverture de la PMA aux couples de femmes et aux femmes seules auraient cependant été constructifs, le président ne remettant pas en cause ses engagements en faveur de la promulgation de cette loi,,.
Dans sa déclaration de politique générale du 12 juin 2019, le Premier ministre Édouard Philippe annonce que le projet de loi bioéthique — qui comprend la PMA ouverte à toutes les femmes — « est prêt » et qu'il sera présenté en Conseil des ministres dès le mois de juillet 2019 pour être examiné « fin septembre » à l'Assemblée nationale. Il déclare notamment : « Sur certaines questions, comme l'accès aux origines, le régime de filiation en cas de PMA avec tiers donneur, plusieurs options étaient possibles, et le gouvernement a retenu celles qui lui semblaient les plus à même de permettre un débat apaisé ».
Le 24 juillet 2019, le projet de révision des lois de bioéthique est présenté en Conseil des Ministres et il prévoit (entre autres dispositions) d'ouvrir la PMA aux couples de femmes et aux femmes seules, et que la Sécurité sociale remboursera ces prestations. Agnès Buzyn conclut des réflexions menées que « la PMA ouverte à toutes les femmes ne pose aucun problème d'éthique ». Cette affirmation est contestée par Chantal Delsol, Silviane Agacinski ou encore José Bové. Un collectif d'associations « Marchons Enfants » (formé entre autres des Confédération nationale des associations familiales catholiques, La Manif pour tous, Alliance VITA, Maires pour l'enfance, Juristes pour l'enfance et Les Veilleurs) annonce une manifestation à Paris pour le 6 octobre 2019 pour s'opposer à ces dispositions du projet de loi,. Le collectif Marchons Enfants annonce une participation de 600 000 personnes. Après avoir initialement annoncé qu'elle ne communiquerait pas de chiffre, la préfecture de police annonce 42 000 manifestants. L'agence de communication Occurrence annonce quant à elle avoir compté 72 500 personnes. Ces différences de comptages induisent une controverse. De nouvelles mobilisations sont annoncées,.
L'article 1er du projet de loi bioéthique ouvrant la PMA aux femmes seules ou en couple avec une femme est voté par l'Assemblée nationale le 27 septembre 2019 dans le cadre de l'examen du loi projet de loi sur la bioéthique,,,. Cet article est adopté avec 55 voix pour, 17 voix contre, et 3 abstentions. L'extension de la PMA aux couples de femmes ou femmes seules en France est votée en première lecture lors du vote solennel par l'Assemblée nationale le 15 octobre 2019.
Le 4 février 2020, le Sénat adopte le projet de loi à 153 voix contre 143 et le texte repart en deuxième lecture à l’Assemblée nationale. Le 29 juin 2021, le Parlement adopte définitivement le projet de loi de bioéthique, comprenant l'ouverture de la procréation médicalement assistée aux couples de femmes et aux femmes seules.
Le 2 août 2021, la loi est promulguée par le gouvernement, devenant ainsi la loi no 2021-1017 du 2 août 2021 relative à la bioéthique. Une circulaire du 21 septembre 2021 dispose des modalités d'application relatives à l'assistance médicale à
la procréation. Un arrêté du 28 septembre 2021 précise les bonnes pratiques cliniques et biologiques en matière d'assistance médicale à la procréation pour les couples de femmes et les femmes non mariées relatives à l'arrêté du 11 avril 2008 et un décret du même jour fixe les conditions d'organisation et de prise en charge des parcours d'assistance médicale à la procréation. Un arrêté du 9 décembre 2021 fixe les émoluments des notaires. Un décret du 1er mars 2022 modifie certaines dispositions du Code de procédure civile relatives à l'état civil. Un arrêté du 14 avril 2022 précise les critères qui ne peuvent conduire ni à prioriser, ni à exclure, ni à restreindre l'accès au don, notamment en matière d'appariement.
Le 8 juillet 2022, le Conseil constitutionnel confirme l'exclusion des hommes transgenres de la PMA (s'ils voudraient en être les destinataires directs et enceints, la seule exception relative à l'exclusion conditionnée à l'existence d'une partenaire de vie féminine cis et gestante), qui figure dans la loi bioéthique de 2021.
Le 25 août 2022, un décret modifie les conditions d'âge pour bénéficier d'une assistance médicale à la procréation et de l'autoconservation de ses gamètes. Le 30 décembre 2022, la loi no 2022-1726 du 30 décembre 2022 de finances pour 2023 supprime par son article 26 les frais d'enregistrements pour la reconnaissance conjointe. Le 1er février 2023, une ordonnance étend les dispositions de la loi du 2 août 2021 aux îles Wallis et Futuna, à la Nouvelle-Calédonie et à la Polynésie française.

## Cadre juridique
L’assistance médicale à la procréation est encadrée par la loi de bioéthique du 6 août 2004, dispositions qui ont été révisées par la loi du 7 juillet 2011,.
L'assistance médicale à la procréation est définie par l'article L2141-1 du Code de la santé publique :
« L'assistance médicale à la procréation s'entend des pratiques cliniques et biologiques permettant la conception in vitro, la conservation des gamètes, des tissus germinaux et des embryons, le transfert d'embryons et l'insémination artificielle. »
— Article L2141-1 du Code de la santé publique
Les grands principes juridiques de l’assistance médicale à la procréation sont les suivants :
1. La mise en œuvre de l’assistance médicale à la procréation est indiquée lorsque le couple se trouve face à une infertilité médicalement constatée (toutefois, la stérilité des deux membres du couple n’est pas exigée : le juriste militant Daniel Borrillo a parlé de la stérilité du couple comme d’une fiction juridique[5]) ou pour éviter la transmission à l'enfant ou à un membre du couple d'une maladie d'une particulière gravité (article L2141-2 du Code de la santé publique). Le couple doit être en âge de procréer, marié ou non (pour les concubins, plus besoin de prouver les deux ans de vie commune depuis la loi bioéthique de 2011)[l 15]. En France, il est interdit de faire appel à une « mère porteuse » et d’avoir recours à un double don de gamètes. L’anonymat, la gratuité et le volontariat (principe de non-patrimonialité du corps humain) sont les grands principes sur lesquels reposent le don de gamètes et l’accueil d’embryons.

1. Concernant la conservation des embryons, avec l’accord écrit préalable du couple, il est possible de féconder un nombre d’ovocytes tel que le couple peut obtenir des embryons surnuméraires de bonne qualité, qui seront congelés pour un transfert ultérieur. Le couple est ensuite consulté chaque année par écrit sur le devenir de ses embryons congelés (poursuite de la conservation en vue d’un transfert ultérieur, accueil de ses embryons par un autre couple, recherches, ou arrêt de leur conservation). Son consentement est recueilli par écrit et confirmé après un délai de réflexion de trois mois. Par ailleurs, l’arrêt de la conservation des embryons est possible dans des conditions très précises. Elle l’est, par exemple, si le couple, consulté à plusieurs reprises, ne donne pas d’avis sur le devenir de ses embryons conservés depuis au moins cinq ans.
2. Lors d’une procréation intraconjugale, qui n'est pas possible pour les femmes trans, les règles de filiation sont celles qui régissent toute naissance.
3. Concernant le don de gamètes, le couple receveur doit préalablement donner son consentement au juge ou au notaire, ce qui interdit par la suite toutes actions pour établir ou contester la filiation, sauf s’il est démontré que l’enfant n’est pas issu de l’assistance médicale à la procréation ou si le consentement s’avère invalide.
4. Comme pour le don de gamètes, lors d’un accueil d’embryons, le couple receveur donne son consentement au juge, qui a aussi une mission de contrôle des conditions d’accueil que le couple est susceptible d’offrir à l’enfant à naître sur le plan familial, éducatif et psychologique. L’accueil d’embryons est subordonné à une autorisation du juge donnée pour trois ans au couple receveur.
5. Le 23 juin 2011, le Sénat a voté le projet de loi de bioéthique, voté par l'Assemblée nationale le 21 juin 2011 et reprenant les conclusions adoptées par la commission mixte paritaire le 15 juin 2011. Cet ultime vote des sénateurs marque l'adoption définitive, par le Parlement, de la loi de bioéthique révisant la loi de 2004. La technique de vitrification (congélation ultra-rapide) des ovocytes est autorisée et les candidats au don de gamètes peuvent ne pas avoir encore procréé.

Les dons de gamètes (ovocytes et spermatozoïdes) sont régis par la loi de bioéthique de 1994, via la Fédération nationale des Centre d'étude et de conservation des œufs et du sperme humains (CECOS). Un arrêté de l'Agence de la biomédecine du 24 décembre 2015 vient préciser les conditions du don d'ovocytes en France.
En France, l'assistance médicale à la procréation est définie par les articles L2141-1 à L2141-12 du Code de la santé publique, complétés par les articles R2141-2 à R2141-13
En mars 2018, la justice administrative a interprété « en âge de procréer » comme signifiant une limite d'âge à 59 ans pour un homme. De par l'arrêté du 25 janvier 2000 fixant les conditions de prise en charge de l'assistance médicale à la procréation dans le cadre de la nomenclature des actes de biologie médicale (NABM), la limite de remboursement par la Sécurité sociale est fixée au 43e anniversaire pour une femme.
Lorsque l'assistance médicale à la procréation nécessite l'intervention d'un tiers donneur, les conséquences pour la filiation sont disposées dans le chapitre V du titre VII, livre du 1er du Code civil, renfermant les articles  342-9 à 342-13 (anciennement les articles 311-19 et 311-20), complétés par les articles 1157-2 et 1157-3 du Code de procédure civile :
« En cas d'assistance médicale à la procréation nécessitant l'intervention d'un tiers donneur, aucun lien de filiation ne peut être établi entre l'auteur du don et l'enfant issu de l'assistance médicale à la procréation.

Aucune action en responsabilité ne peut être exercée à l'encontre du donneur. »
— Article 342-9 du Code civil
« Les couples ou la femme non mariée qui, pour procréer, recourent à une assistance médicale nécessitant l'intervention d'un tiers donneur doivent donner préalablement leur consentement à un notaire, qui les informe des conséquences de leur acte au regard de la filiation ainsi que des conditions dans lesquelles l'enfant pourra, s'il le souhaite, accéder à sa majorité aux données non identifiantes et à l'identité de ce tiers donneur.

Le consentement donné à une assistance médicale à la procréation interdit toute action aux fins d'établissement ou de contestation de la filiation, à moins qu'il ne soit soutenu que l'enfant n'est pas issu de l'assistance médicale à la procréation ou que le consentement a été privé d'effet.

Le consentement est privé d'effet en cas de décès, d'introduction d'une demande en divorce ou en séparation de corps, de signature d'une convention de divorce ou de séparation de corps par consentement mutuel selon les modalités prévues à l'article 229-1 ou de cessation de la communauté de vie, survenant avant la réalisation de l'insémination ou du transfert d'embryon. Il est également privé d'effet lorsque l'un des membres du couple le révoque, par écrit et avant la réalisation de l'assistance médicale à la procréation, auprès du médecin chargé de mettre en œuvre cette insémination ou ce transfert ou du notaire qui l'a reçu. »
— Article 342-10 du Code civil

## Débats

### Enjeux éthiques de la procréation médicalement assistée
L’assistance médicale à la procréation soulève des craintes de marchandisation du corps humain et de dérives eugénistes, ainsi que des questions juridiques (droit de la filiation), morales, religieuses et philosophiques,.

#### Position de l'Église catholique
La position de l'Église catholique sur l'assistance médicale à la procréation est exposée dans l'instruction romaine Dignitas Personae, publiée en 2008, portant sur « certaines questions de bioéthique ». « L’institution catholique interdit tout recours à la médecine au nom de l'ordre naturel. Un couple qui ne peut pas procréer est invité à se tourner vers l'adoption. » Dès l'instruction Donum Vitae (1987), la Congrégation pour la doctrine de la foi précise que « tous les procédés de fécondation avec gamètes de donneurs, ainsi que la maternité de substitution, sont moralement condamnables », la même instruction condamnant par ailleurs la fécondation in vitro, même dans le cadre du couple, en tant que « fécondation artificielle homologue » réalisée hors du corps des époux.

### Ouverture de la PMA aux couples lesbiens et femmes seules
Dans l'avis no 126 datant du 15 juin 2017, le Comité consultatif national d'éthique remarque que l'absence de père dans une AMP n'est pas anodine : « Dans le cadre parental résultant du choix des couples de femmes et des femmes seules, l’enfant n’aurait, dans son histoire, aucune image de père, connu ou inconnu, mais seulement celle d’un donneur ». Il ajoute, concernant l'anonymat du don : « Nombre d’enfants nés à la suite d’une IAD décrivent, chacun à sa manière, le caractère problématique de la place du donneur anonyme ». Les passages cités dans l'avis qui sont extraits du livre Mes origines : une affaire d’État d'Audrey Kermalvezen.
Dès la présentation en Conseil des ministres, le 24 juillet 2019, du projet de loi de révision des lois de bioéthique étendant notamment l'ouverture de la PMA aux couples lesbiens et femmes seules, se manifeste une opposition à cette ouverture. La Manif pour tous organise plusieurs manifestations, notamment le 6 octobre 2019, le 1er décembre 2019, le 19 janvier 2020[source secondaire souhaitée].
Le 18 novembre, Laurent Wauquiez compare la PMA aux techniques d'eugénisme nazies et affirme que la PMA est l'ouverture à la gestation pour autrui.

## Dons de gamètes

### Dons d'ovocyte
Trois conditions sont nécessaires pour pouvoir être donneuse d'ovocytes : il faut être majeure, avoir moins de 38 ans et être en bonne santé. Le don est un acte volontaire et gratuit, toute rémunération du don d’ovocyte est prohibée par la loi. La donneuse bénéficie cependant d’une prise en charge des frais liés à son don (neutralité financière).
Le don d'ovocytes est ouvert aux femmes de tous statuts matrimoniaux et parentaux. Depuis le 1er septembre 2022, l'éventuel conjoint, conjointe ou partenaire de vie n'a plus à donner son accord. La loi limite le nombre total de dons d'ovocytes réalisables par une femme à 2 et celui d'enfants biologiques qui peuvent en être délibérément issus à 10.
L'article L1244-5 du Code de la santé publique précise que toute salariée bénéficie d'une autorisation d'absence quand elle effectue un don d'ovocytes.

### Dons de sperme
Le don de spermatozoïdes en vue d'une assistance médicale à la procréation est régi par la loi de bioéthique de 1994. L'insémination artisanale (ou insémination artificielle non médicalisée) en France est illégale . Seul le don de spermatozoïdes ou d'ovocytes en vue d'une assistance médicale à la procréation est autorisé par la loi.
Les Centre d'étude et de conservation des œufs et du sperme humains (CECOS) gérent les dons de gamètes (don d'ovocytes et don de sperme) de 1973 à 1993, date à laquelle les structures associatives ont été réintégrés dans les CHU. La Fédération des CECOS a poursuivi ses activités au-delà de 1993. Elle regroupe les praticiens de la majorité des centres publics et privés à but non lucratifs autorisés à réaliser dons de gamètes et accueils d'embryons, et reste la société savante de référence sur cette thématique.
Les réglementations du don de sperme en France sont nombreuses :
- le don de spermatozoïdes n'est pas rémunéré et est volontaire (principe de non-patrimonialité du corps humain)[l 28],[l 29] ;
- l'homme donneur doit être âgé de 18 ans minimum et de 45 ans maximum[14] ;
- l'homme donneur peut être de tout statut matrimonial et n’a plus besoin d’être déjà père (depuis la loi du 7 juillet 2011 relative à la bioéthique[l 30], décret d'application publié le 13 octobre 2015[l 31]) ;
- la possibilité est offerte au donneur qui n'a pas encore procréé de conserver une partie de ses spermatozoïdes s'il le souhaite dans le cas où sa fertilité serait ultérieurement compromise ;
- dès la loi du 6 août 2004 relative à la bioéthique[l 32], la loi n'impose plus pour le donneur d'être en couple, mais si tel est le cas, l'autre membre du couple doit donner son accord, disposition abrogée le 1er septembre 2022[15]  ;
- le donneur ne doit pas être porteur de maladies génétiques ou de maladies infectieuses transmissibles par le sperme. Des tests sont effectués et le sperme doit être conservé 6 mois avant d'être donné afin de vérifier que les sérologies du donneur sont bien négatives ;
- le don est anonyme pour le donneur jusqu'à la majorité de l'enfant en raison du droit aux origines, cette nouveauté a été introduite à la suite du vote de l'assemblée nationale sur la loi de la bioéthique le 29 juin 2021. En revanche, l'identité du receveur est inconnue du donneur. C’est-à-dire que le donneur ne connaît pas la destination du sperme et l'enfant issu du couple receveur n'en connaît pas l'origine jusqu'à ses 18 ans [l 33],[l 34],[l 35] ; cet anonymat a aussi pour conséquence d'empêcher le donneur de gamètes de vérifier l'exactitude de ses informations personnelles contenues dans son dossier. Le donneur n'a notamment pas le droit de consulter ses caractéristiques morphologiques (taille, couleur de peau, de cheveux et d'yeux). En effet, le CECOS et la CADA considèrent que si le donneur apprenait sa couleur de peau en consultant son dossier, il pourrait en déduire la probable couleur de peau du couple receveur[l 36] ;
- le don s'adresse aux couples hétérosexuels et, depuis le 4 août 2021, aux couples lesbiens ainsi qu'aux femmes seules[m 37],[l 37],[l 38] ;
- le don aussi bien que la demande sont gardés secrets ;
- les dons d'un donneur ne peuvent être utilisés pour donner délibérément naissance à plus de 10 enfants[l 39] ;
- le choix du sperme s'effectue en tenant compte des caractéristiques physiques comme la couleur de la peau ou des cheveux et des groupes sanguins du couple receveur. Ceci afin d'éviter un trop grand contraste d'apparence physique entre l'enfant et ses parents et ainsi rendre possible le maintien du secret sur le mode de conception ;
- l'insémination artificielle par sperme frais provenant d'un don et le mélange de spermes sont interdits[l 27].

### Risques de pénurie
Les opposants à l'ouverture de la PMA alertent sur le possible manque de gamètes (spermatozoïdes) qu'induirait l'ouverture de la PMA aux couples de femmes et aux femmes seules. Avant la légalisation de cette pratique, le manque était déjà présent : en 2015, 540 femmes ont donné des ovocytes (il en faudrait plus du double) et 255 hommes ont donné des spermatozoïdes (il en faudrait 50 de plus). Par ailleurs, l'origine des donneurs n'est pas assez diversifiée : il n'y a pas assez d'Africains, d'Asiatiques, de Maghrébins.
Ces craintes sont confirmées en octobre 2021, quelques semaines après la promulgation de la loi, par de longs délais d'attente. Le 21 octobre, l'Agence de la biomédecine lance une campagne d'information et de sensibilisation pour pallier le possible manque de dons lié au récent élargissement de la PMA.

## Statistiques de naissance
Chaque année, en France, « près de 50 000 enfants naissent grâce aux techniques de procréation médicalement assistée (PMA), à un taux de malformation congénitale de plus de 4 % » (contre 2 à 3 % dans la population générale). Les enfants conçus à l'aide de procédures PMA en 2007, qui en comptent 20 657, représentent environ 2,5 % des enfants nés cette année-là. En 2007, on compte 122 056 tentatives de procédures PMA (inséminations, fécondations in vitro, transfert d’embryons congelés). Dans 6 % des cas, elles font appel à des spermatozoïdes, des ovocytes ou des embryons issus d’un don. Le nombre maximum de naissances possibles par donneur unique de gamètes fixé par la loi était de 5 jusqu'en 2004 et a été porté à 10. Bien que la loi de 1994 prévoie l’accueil d’embryons, ce n’est qu’en 2004 que cette technique donne naissance à un enfant en France. Cette même année, les lois de bioéthique sont révisées, maintenant les principes fixés en 1994 et prévoyant la création de l’Agence de la biomédecine. Cet organisme public placé sous la tutelle du ministère de la Santé rassemble, pour la première fois sous une même autorité, les activités d’assistance médicale à la procréation, de diagnostics prénatal et génétique. Elle a également en charge le don et la greffe d’organes, de tissus et de cellules, précédemment confiés depuis 1994 à l’Établissement français des Greffes. Elle a pour mission d’agréer les praticiens concernés, d’autoriser certaines activités, d’évaluer ces pratiques et de contrôler le respect des dispositions légales.
En France, il y avait, en 2006, 119 649 tentatives de PMA par an, dont 54 179 inséminations artificielles et 65 413 cycles de fécondation in vitro (FIV, injection intracytoplasmique de spermatozoïde et TEC) par an. Dans 6 % des cas, elles font appel à des spermatozoïdes, des ovocytes ou des embryons issus d’un don. 238 000 embryons sont conçus par an dans le cadre de la PMA ; ils sont par la suite soit implantés, soit congelés, soit détruits. Ils donnent lieu à 17 350 accouchements.
En France, depuis « Amandine » (en 1982) à fin 2008, en 26 ans, environ 200 000 bébés (0,5 % des naissances) sont issus d'une fécondation in vitro, avec un taux qui augmente d'année en année (en France, environ 11 000 naissances sur 750 000) ; Il s'agissait de stimulations ovariennes le plus souvent mais pour 0,8 % d'insémination artificielle et pour 1,7 % des cas de fécondation in vitro (FIV, dont le taux de succès s'est beaucoup amélioré (20 à 25 % des tentatives donnent au moins un enfant vivant). C'est la FIV qui a le plus progressé de 1998 à 2008 (de 0,52 % des naissances en 1988 à 1,74 % en 2006). En 2005–2006, 3 % seulement des enfants issus de FIV en France n'étaient pas issus des gamètes de leurs « parents biologiques » (304 enfants conçus par dons de sperme en 2006, 106  par don d'ovules et 10 par accueil d'embryons). En France, 18 % des naissances issues de FIV donnent des jumeaux (contre 2 % pour l'ensemble des naissances). En France, 70 % des couples ayant tenté une FIV deviennent parents.
Les embryons surnuméraires sont conservés par des centres de PMA, où ils sont congelés tant que le couple le souhaite. Sans nouvelle du couple pendant 5 ans, le centre peut mettre fin à la conservation des embryons. En 2006, 176 523 embryons étaient ainsi conservés, ce qui concerne 49 618 couples, soit une augmentation de 25 % par rapport à 2005. Toujours en 2006, 83 407 embryons ont été « abandonnés » par leurs parents, soit presque autant que ceux qui continuent à faire l'objet d'un « projet parental ». Les parents ont décidé soit d'en faire don à la science (9 319), de les proposer à d'autres couples stériles (10 239) ou de les détruire (17 877). 26 % de ces embryons « abandonnés », soit 45 972 embryons, n'ont fait l'objet d'aucune requête par les parents, qui, faute de se manifester, laissent aux centres la responsabilité de prendre les décisions au sujet de ces embryons surnuméraires.